# 安南二世
安南二世（Ang Nan II，1654年—1691年），又名巴龍列謝三世（បទុមរាជាទី៣），柬埔寨黑暗時期的一位王族。1682年至1689年任柬埔寨副王。本名安南（Ang Nan）或安农（អង្គនន់，Ang Non），越南史料稱之為匿螉嫩。
安南二世是安恩（Ang Em）之子，也是國王乌迭（Outey）之孫。1674年，乔华二世在暹羅軍隊的支持下攻打安南二世。安南二世出奔泰康營（今越南慶和省），向阮主求救。阮主阮福瀕派芽莊道該奇阮揚林、參謀阮廷派，領兵兩路攻打乔华二世，攻陷柴棍，包圍金邊（越南史料稱南榮城）。乔华二世逃跑，不久病死。吉·哲塔四世投降，被阮主冊封為真臘正國王。昂南二世被冊封為真臘副王，駐紮在柴棍，年年向阮主朝貢。
安南二世之子的名字也叫安恩（Ang Em），後來成為柬埔寨國王乔华三世。